# Kihalac
Kihalac is een plaats in de gemeente Glina in de Kroatische provincie Sisak-Moslavina. De plaats telt 62 inwoners (2001).